# Grönryggig bärkotinga
Grönryggig bärkotinga (Carpornis melanocephala) är en fågel i familjen kotingor inom ordningen tättingar.

## Utseende och läten
Grönryggig kotinga är en 21 cm lång fågel med uppseendeväckande grön och gul fjäderdräkt och röd ögoniris. Hanen är svart på huvud, hals och strupe. Ovansidan är enhetligt olivgrön. Bröstet är ljust olivgrönt, på resten av undersidan gulare med viss sotfärgad bandning. Näbben är kort och mörk.
Honan liknar hanen men har olivgrönt även på hjässa och huvudsidor. Hona brunryggig bärkotinga är gulare under, med vingband och mer svart på huvudet. Lätet beksrivs som ett tort och ihåligt "tzuc" följt av en fallande vissling, "fUUuu".

## Utbredning och systmematik
Fågeln förekommer i kustnära sydöstra Brasilien (Alagoas och östra Bahia i nordöstra Paraná). Den behandlas som monotypisk, det vill säga att den inte delas in i några underarter.

## Status och hot
Grönryggig bärkotinga har en liten världspopulation bestående av uppskattningsvis endast 2 500–10 000 vuxna individer. Den tros också minska i antal till följd av habitatförlust. IUCN kategoriserar den som nära hotad.